# 恵若琪
恵 若琪（けい じゃっき、中国語: 惠 若琪、1991年3月4日 - ）は、中華人民共和国の元女子バレーボール選手。元中国代表。

## 来歴
1999年、8歳の時に遼寧から南京に引っ越す。2006年に16歳で代表候補に初選出された。
北京五輪後、代表選手が外れ若返りを図ったチームのエースとして2009年のワールドグランプリに出場した。その後、けがにより代表を離脱していたが、2011年に復帰すると、同年のアジア選手権で同国を3大会ぶりに優勝へ導いた。2011年ワールドカップでは王一梅とともに活躍して銅メダルを獲得した。2012年ロンドンオリンピックに出場した。同年9月のアジアカップに出場し、ベストサーバー賞を受賞した。
2013年から代表チームのキャプテンに就任し、同年のFIVBワールドグランプリで準優勝を果たした。2013/14シーズンから広東恒大に加わり、同年10月の世界クラブ選手権で銅メダルを獲得した。
健康上の問題で2015年ワールドカップは不出場となった（主将は曾春蕾が代わりに務めた）。2016年に再び主将として代表復帰するとリオ五輪で母国を3大会ぶりの金メダルに導いた。
2018年2月、中国バレーボールリーグレギュラーラウンド最終戦で現役を引退し、引退セレモニーが行われた。

## 球歴
中国代表 2009年 - 2016年
- 2009年 FIVBワールドグランプリ2009 5位
- 2009年 第15回アジア選手権 2位
- 2010年 モントルーバレーマスターズ 優勝 （ベストレシーバー賞)
- 2011年 FIVBワールドグランプリ2011 8位
- 2011年 第16回アジア選手権 優勝
- 2011年  ワールドカップ 3位
- 2012年 FIVBワールドグランプリ2012 5位
- 2012年 ロンドンオリンピック 5位
- 2012年 アジアカップ 2位（ベストサーバー賞)
- 2013年 FIVBワールドグランプリ2013 2位
- 2014年 世界選手権 銀メダル
- 2016年 リオデジャネイロオリンピック 金メダル